# Бабахин, Николай Иванович
Николай Иванович Бабахин (3 ноября 1898 — 30 июня 1944) — советский военачальник, участник Великой Отечественной войны, генерал-майор (3 июня 1944 года).

## Биография
Николай Иванович Бабахин родился 3 ноября 1898 года в деревне Полустово ныне Калининского района Тверской области. Русский.
В марте 1918 года добровольно вступил в Красную Армию и в том же году окончил 1-е Петроградские курсы командного состава. Во время Гражданской войны в России участвовал в боях против войск А. И. Деникина. Участник советско-польской войны. В 1923 году окончил Киевскую высшую объединённую школу командиров РККА имени С. С. Каменева. С 1926 года член ВКП(б). В 1931 году окончил Военную академию имени М. В. Фрунзе.
Летом 1940 года Н. И. Бабахин направлен в специальную правительственную командировку в Китай. В качестве старшего советника 1-го военного района принимал активное участие в проведении боевых операций. По результатам командировки награждён орденом Красного Знамени. Вскоре после возвращения на Родину полковник Бабахин Н. И. направлен в действующую армию. С 13 апреля по 5 июня 1944 года командир 71-й гвардейской стрелковой дивизии. 3 июня 1944 года ему присвоено воинское звание «генерал-майор». Через 3 дня вступил в должность командира 9-й гвардейской стрелковой дивизии, которая в составе 2-го гвардейского стрелкового корпуса 6-й гвардейской армии принимала участие в освобождении Белоруссии. 30 июня 1944 года в ходе Полоцкой наступательной операции Николай Иванович Бабахин погиб, подорвавшись на мине. Приказом по войскам 1-го Прибалтийского фронта № 0561 от 10.07.1944 генерал-майор Бабахин награждён посмертно орденом Отечественной войны I степени.
Похоронен в Полоцке в братской могиле на площади имени В. И. Ленина, ныне площадь Свободы. В 1981 году на месте захоронения установлен памятник освободителям Полоцка.

## Память
Именем Н. И. Бабахина названа улица в Полоцке.